# Grancey-le-Château-Neuvelle
Grancey-le-Château-Neuvelle je naselje in občina v francoskem departmaju Côte-d'Or regije Burgundije. Leta 1999 je naselje imelo 292 prebivalcev.

## Geografija
Kraj leži v pokrajini Burgundiji ob meji s sosednjo Šampanjo, 44 km severno od središča Dijona.

## Uprava
Grancey-le-Château-Neuvelle je sedež istoimenskega kantona, v katerega so poleg njegove vključene še občine Avot, Barjon, Busserotte-et-Montenaille, Bussières, Courlon, Cussey-les-Forges, Fraignot-et-Vesvrotte, Le Meix in Salives s 1.073 prebivalci.
Kanton Grancey-le-Château-Neuvelle je sestavni del okrožja Dijon.

## Zanimivosti
- dvorec Château de Grancey, zgrajen v letih 1705-1725 na mestu nekdanje srednjeveške trdnjave iz konca 11. stoletja, v lasti gospostva de Grancey,
- gotski kolegial sv. Janeza Evangelista, ustanovljen 1365,
- romanska župnijska cerkev sv. Germana.

## Pobratena mesta
- Niederkirchen bei Deidesheim (Porenje - Pfalška, Nemčija);